# Ceiba pubiflora
Ceiba pubiflora är en malvaväxtart som först beskrevs av St.-hil., och fick sitt nu gällande namn av Julius Heinrich Karl Schumann. Ceiba pubiflora ingår i släktet Ceiba och familjen malvaväxter. Utöver nominatformen finns också underarten C. p. glabriflora.

## Bildgalleri

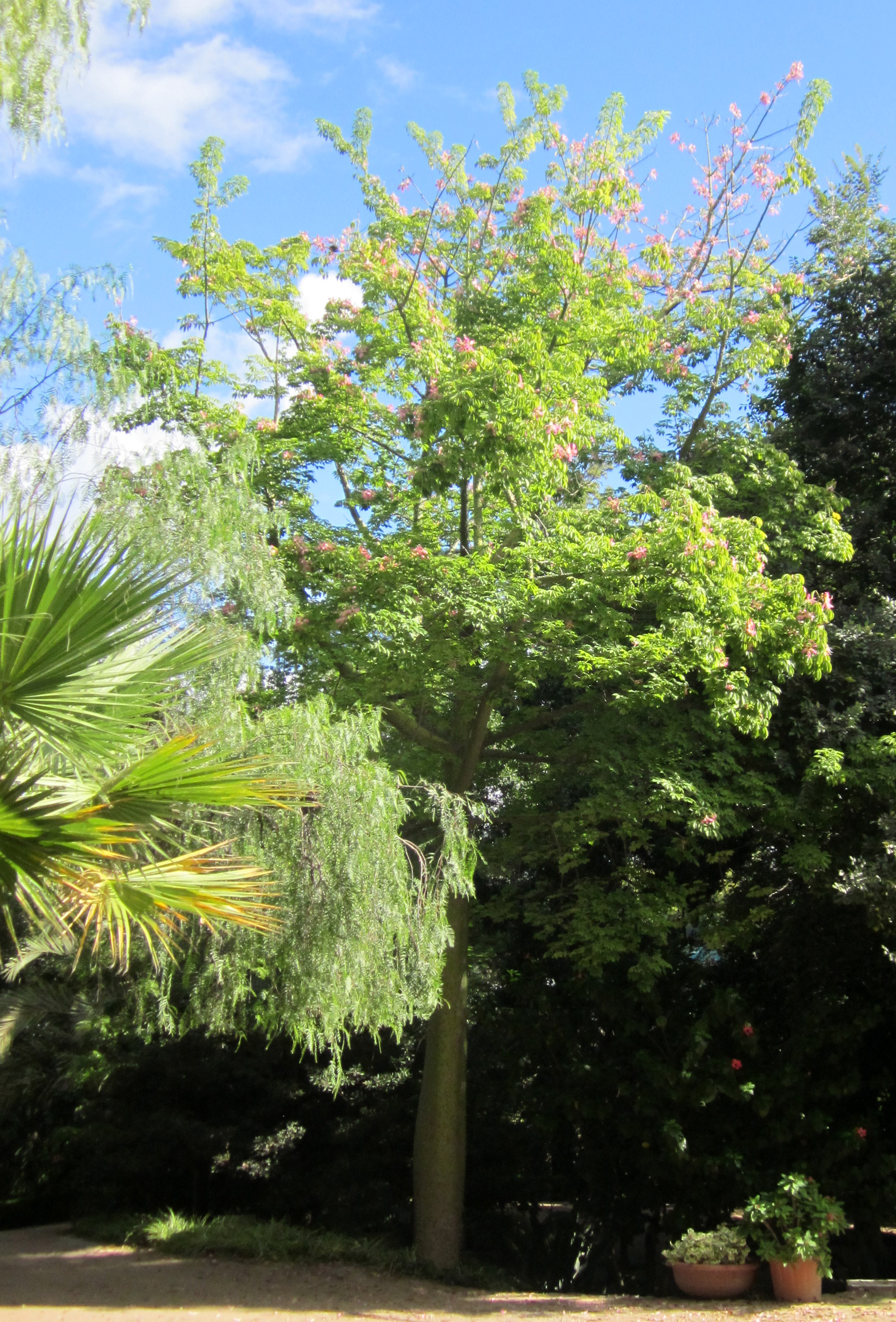
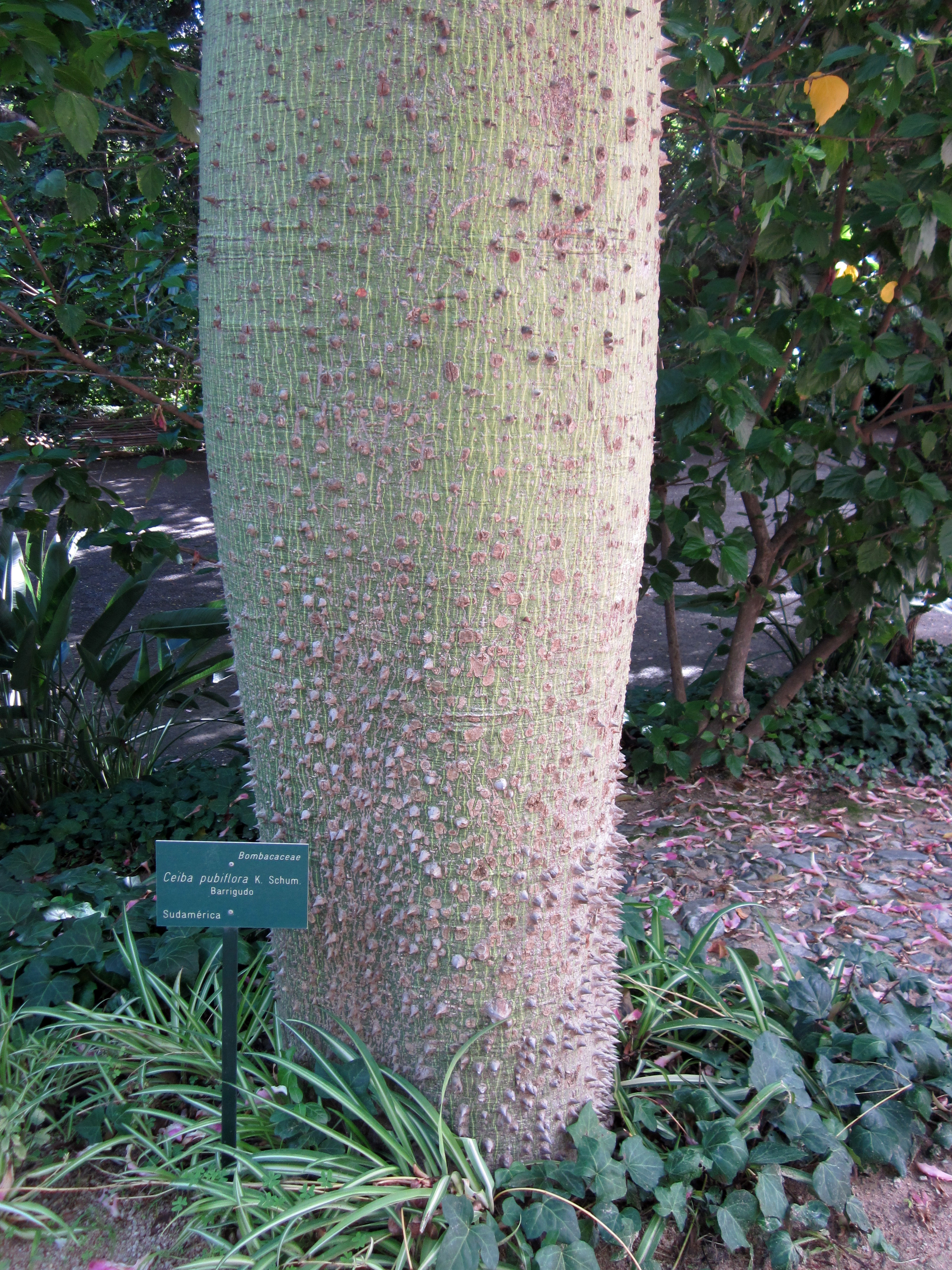
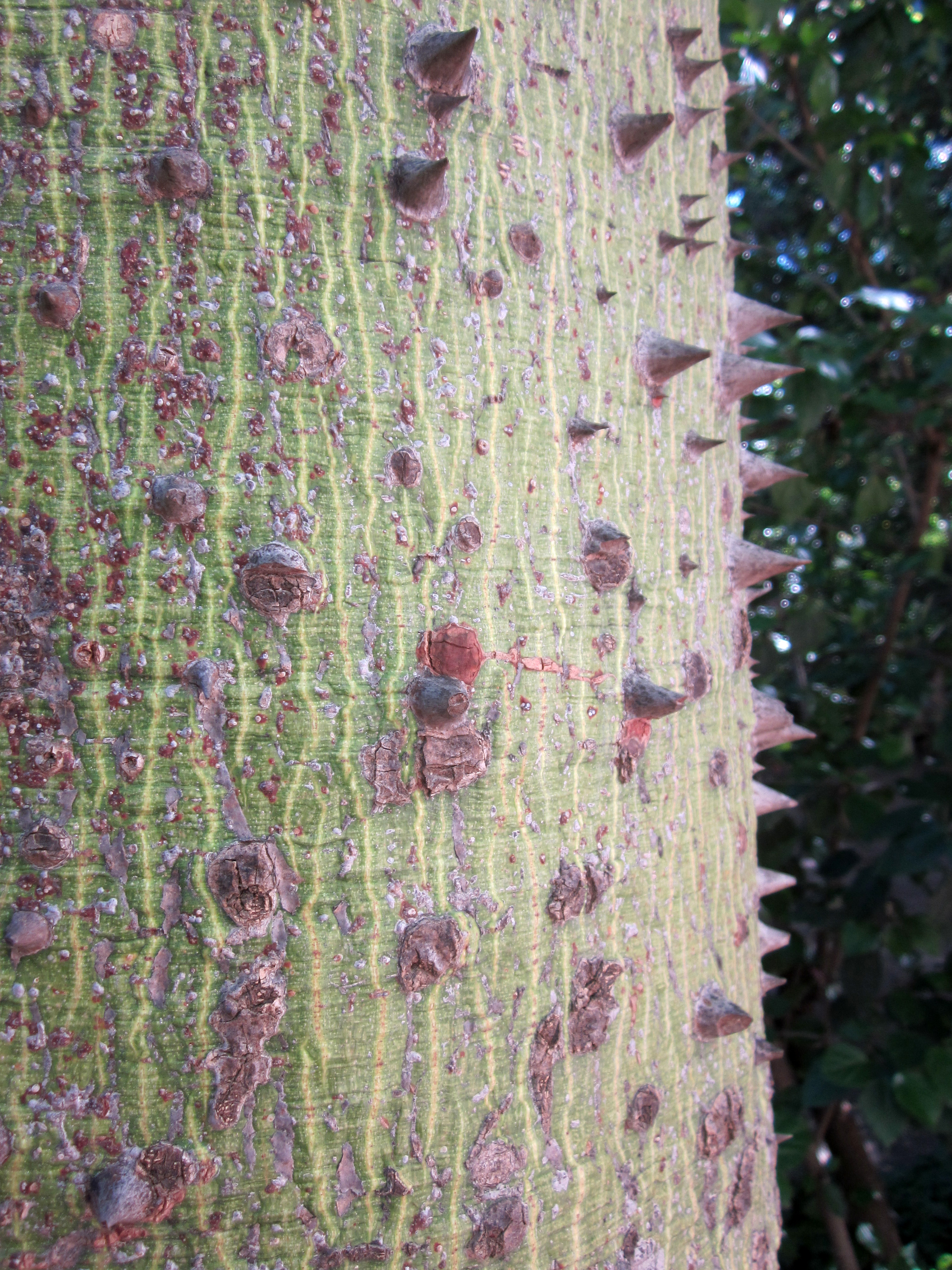
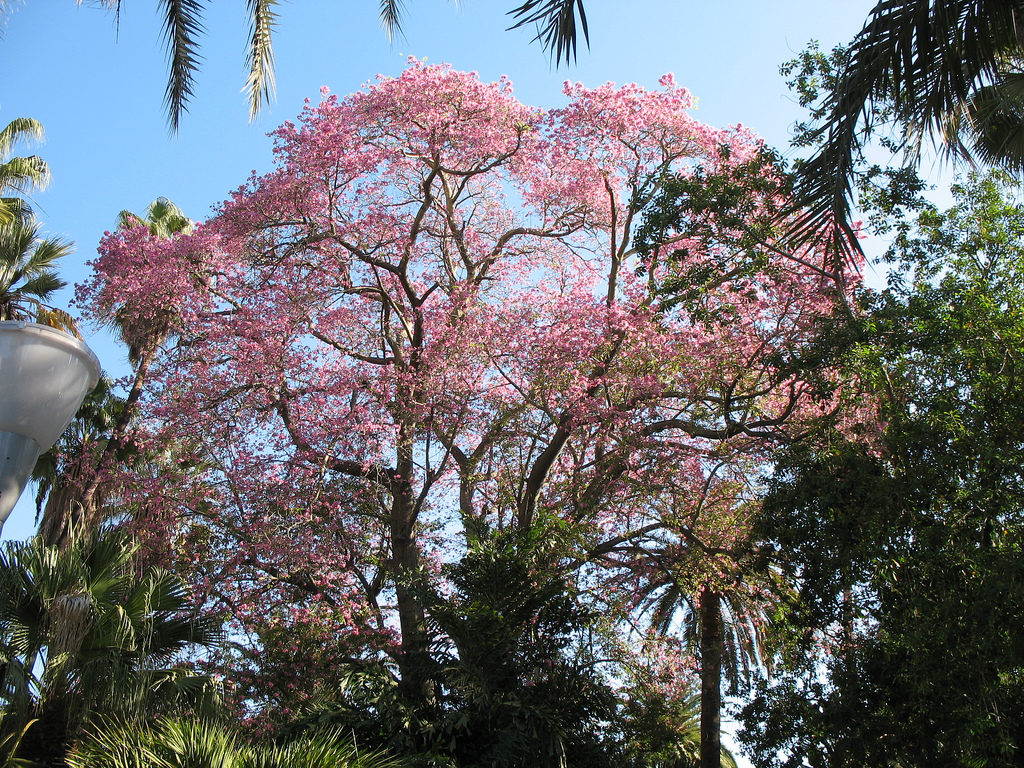